# Paul Spiegel

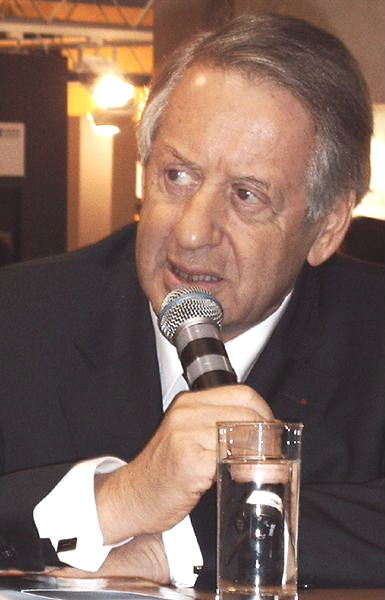
Paul Spiegel

Paul Spiegel (Warendorf, Münsterland, 31 december 1937 - Düsseldorf, 30 april 2006) was Duitse journalist, ondernemer en voorzitter van de Centrale Raad voor de Joden in Duitsland.

## Biografie
Spiegel was van Joodse afkomst en vluchtte daarom met zijn familie uit Duitsland naar Brussel toen de Tweede Wereldoorlog uitbrak. Hij dook onder bij een boerenfamilie in Vlaanderen maar zijn zus Rosa werd in Brussel opgepakt en naar een concentratiekamp gedeporteerd waar ze omkwam. In zijn boek Wieder zu Hause? (Weer thuis?) beschreef hij deze gebeurtenissen.
In 1958 begon hij als journalistieke vrijwilliger bij de Allgemeine Jüdische Wochenzeitung in Düsseldorf waarvan hij later, in 1965, tot redacteur werd benoemd.
Hij schreef ook artikelen voor andere Joodse kranten, waaronder het Amsterdamse Nieuw Israëlitisch Weekblad.
Spiegel trouwde in 1964 met Gisèle Spatz met wie hij twee dochters kreeg.
Nadat hij nog verscheidene andere functies had bekleed, werd hij in 1993 lid van de Centrale Raad voor de Joden in Duitsland (Zentralrat der Juden in Deutschland). In 2000 werd hij hiervan de voorzitter nadat de vorige voorzitter, Ignatz Bubis, was overleden.
In 2003 sloot hij een akkoord met de toenmalige bondskanselier Gerhard Schröder waarin de joodse gemeenschap in Duitsland in juridische zin voortaan op gelijk wijze zoals diverse christelijke groeperingen zou worden behandeld en zodoende over meer overheidsgeld zou mogen beschikken.
Paul Spiegel overleed na een wekenlang ziekbed op 68-jarige leeftijd.
Naar de vader van Paul Spiegel, de veehandelaar Hugo Spiegel (* 28 juni 1905 in Versmold; † 1987, begraven te Warendorf), is in Warendorf een straat genoemd, en evenals ter gedachtenis aan Paul Spiegel is ter herinnering aan hem in die stad een Stolperstein geplaatst. Hugo Spiegel overleefde na zijn arrestatie in België de concentratiekampen Buchenwald, Auschwitz en Dachau. Direct na de bevrijding keerde hij terug naar Warendorf, waar hij voor de oorlog lange tijd had gewoond. Hij stelde alles in het werk, om joodse overlevenden van de Holocaust bijeen te brengen en weer een joodse geloofsgemeenschap in Westfalen op te bouwen. Reeds op 7 september 1945 kon zodoende te Warendorf weer een eredienst worden gehouden. Mede aan Hugo Spiegel is het te danken, dat in 1961 in Münster een nieuwe synagoge werd geopend.

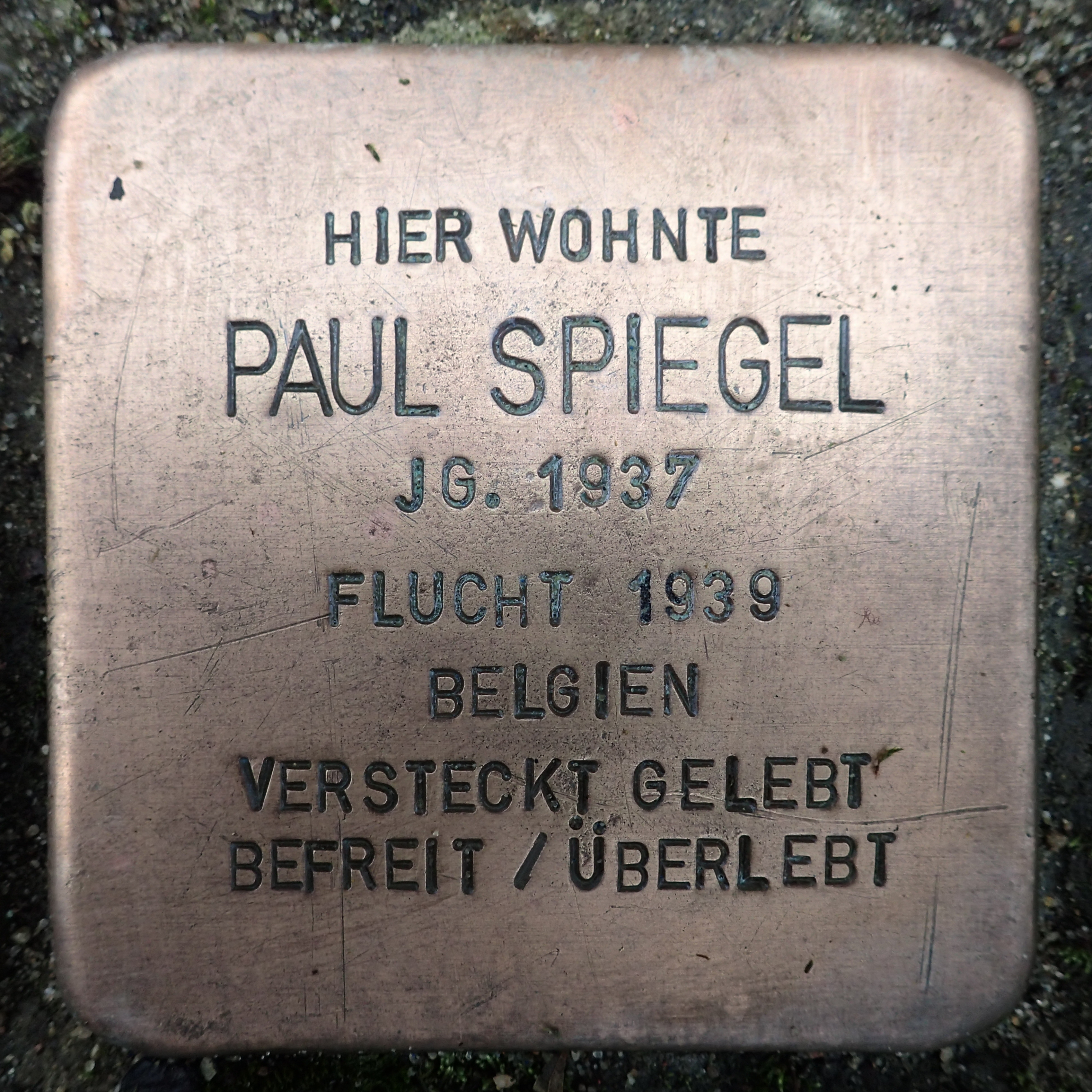
Stolperstein Paul Spiegel
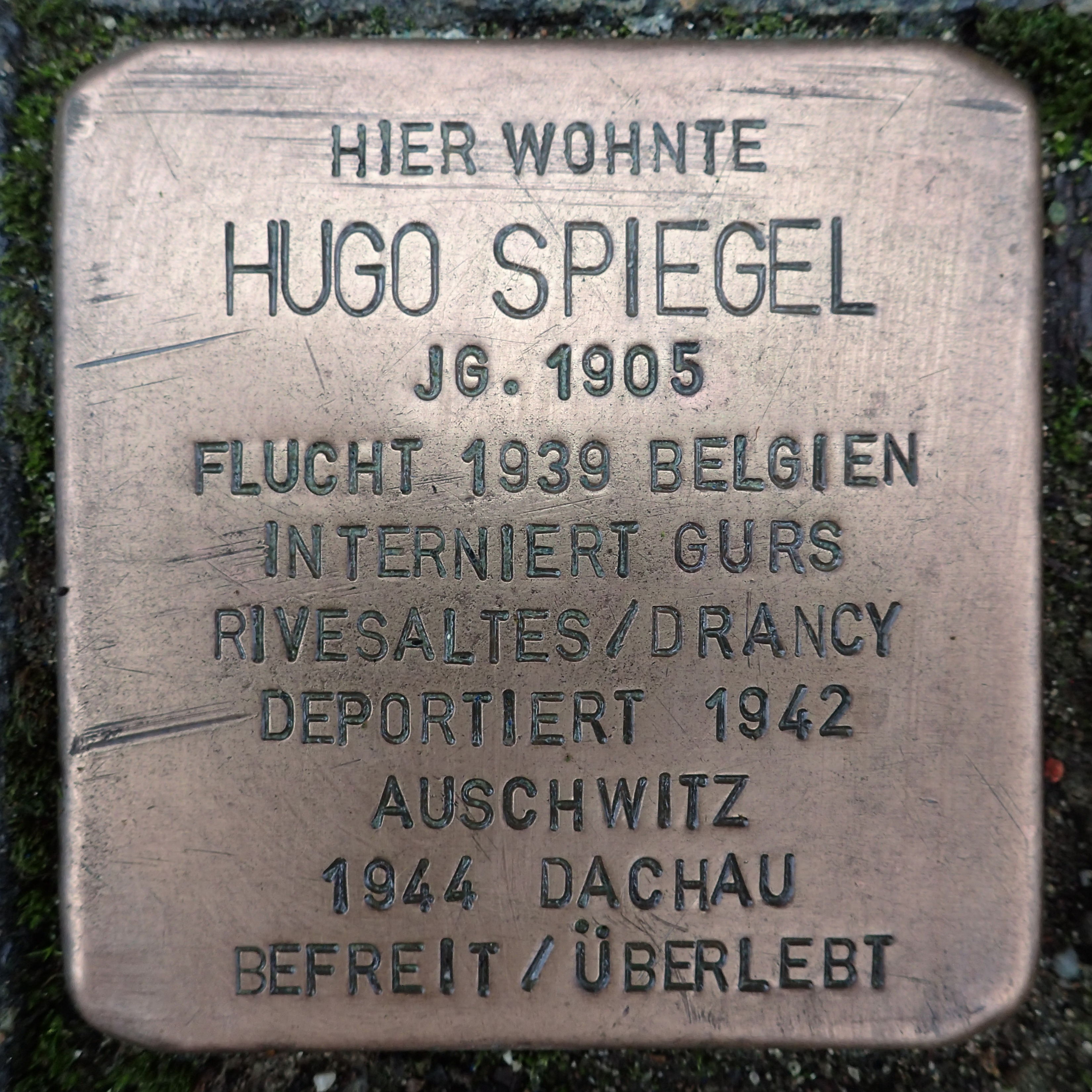
Stolperstein Hugo Spiegel
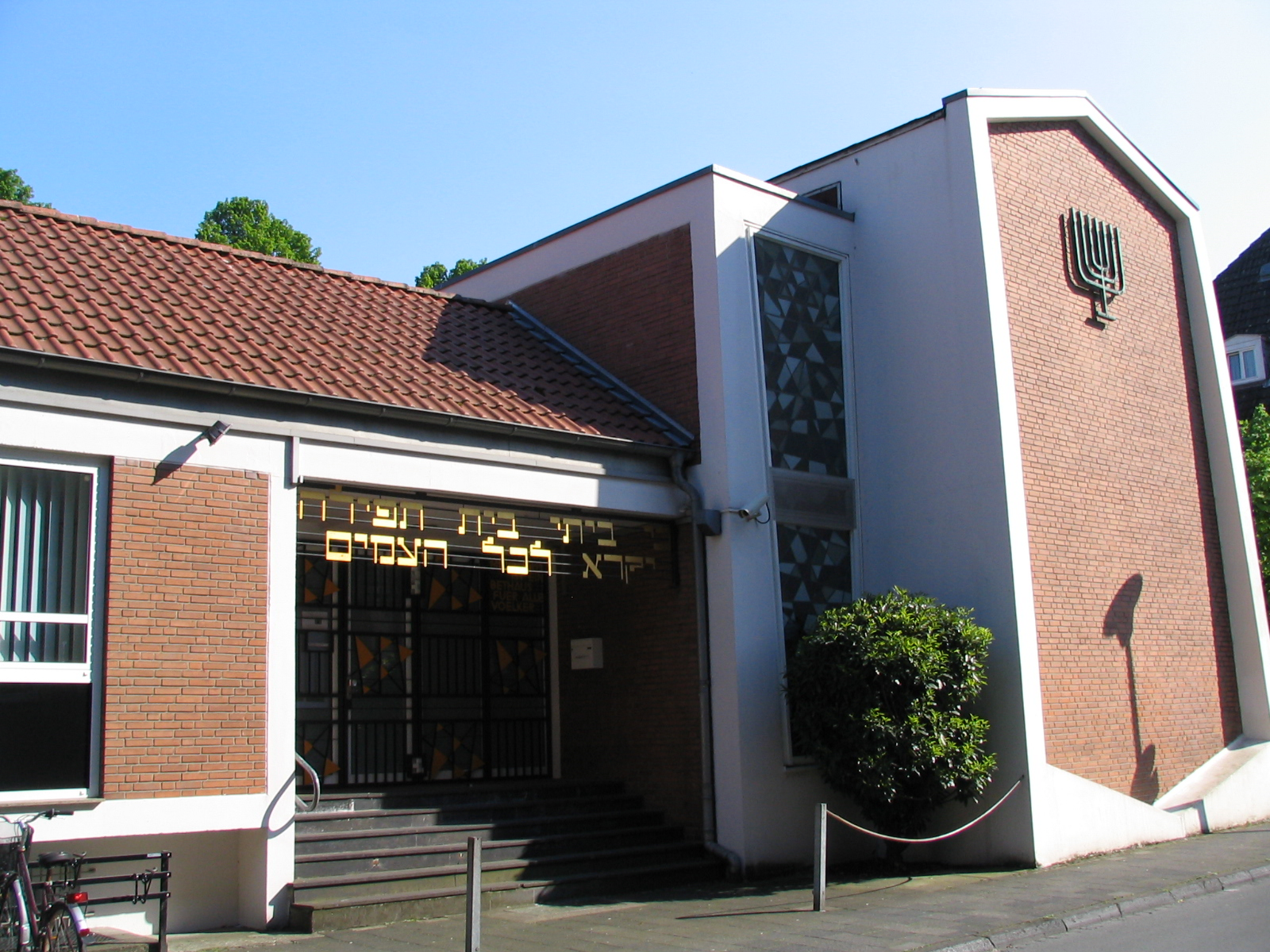
De in 1961 geopende nieuwe synagoge in Münster